# 因果力学的単体分割
因果力学的単体分割（いんがりきがくてきたんたいぶんかつ、英: Causal dynamical triangulation, CDT）とは、ルナーテ・ロル (Renate Loll)、ヤン・アンビョルン (Jan Ambjørn)、イェルジ・ユルキェビッチ (Jerzy Jurkiewicz) により理論化され、フォティーニ・マルコープロ (Fotini Markopoulou) とリー・スモーリン(Lee Smolin)により広められた手法で、ループ量子重力理論と同様に背景独立的な量子重力理論へのアプローチである。
すなわち、このアプローチでは時空は所与の舞台（次元空間）として扱われるのではなく、時空連続体それ自体がどのように生起するのかを示すことが試みられる。
多くの量子重力理論家らが主催した Loops '05カンファレンスにおいて CDT を深く論じたプレゼンテーションがいくつかなされ、理論家にとっての転回点となった。このアプローチはよい半古典的説明ができると思われるため、かなりの興味を集めた。マクロには、良く知られた4次元時空を再現するのに対して、プランクスケール付近では二次元となり、等時断面がフラクタル構造を持つことがわかった。これらの興味深い結果は、量子アインシュタイン重力と呼ばれるアプローチを用いた Lauscher と Reuter の発見のほか、他の最新理論とも合致している。サイエンティフィック・アメリカンの2007年2月号に簡潔な記事が掲載され、理論の概要と共に何故物理学者の興奮を引き起こしたのか、その歴史的意義から説明されている。2008年7月号には最初の提唱者らによる CDT の記事が特集されている。

## 序論
プランクスケール近傍では、時空そのものが量子ゆらぎと位相ゆらぎのため絶えず変化していると考えられている。CDT 理論は、これがわれわれの宇宙の時空に似た次元空間へとどのように発展していくのかを述べるために、動力学的に変化し決定論的ルールに従う位相幾何学的単体分割（高次元の三角分割）過程を利用する。
研究結果によれば、この手法は初期宇宙とその発展のモデル化に適していることが示唆される。この理論では、単体と呼ばれる構造により時空を微小な断片に分割する。単体とは二次元平面における三角形をより高次元の空間へ拡張した概念といえ、三次元における単体は四面体であり、四次元時空における単体は五胞体と呼ばれる。それぞれは幾何学的に平坦な単体を、さまざまな方法で「糊付け」することにより曲がった時空を構築することができる。
以前の方法では、次元の非常に高い乱雑な宇宙か、次元が低すぎる最低限の宇宙しかできなかったが、CDT ではこの問題を単体の全て繋った辺のタイムラインが一致するような配置のみを許すことで回避している。

## 導出
CDT は時空を単体分割と呼ばれる過程によりそれぞれは線形な多様体で近似することにより離散化する、量子レッジェ微積分を改良したものである。この過程では、d-次元時空は離散時間変数 t によりラベルづけされる空間断面から成ると考える。各空間断面は (d − 1)-次元正単体から成る単体多様体により近似され、それらの間の接続は d-次元単体多様体で作られる。滑らかな多様体の代わりに単体分割ノードのネットワークができ、そこでは、平面からなるジオデシック・ドームが全体としては丸いのと同様、空間は局所的に（各単体内では）平坦であるが、大域的には曲がった時空を成す。単体の辺を成す線分は、それがある等時断面内にあるのか、時刻 t と時刻 t+1 の頂点を結んでいるのによってそれぞれ空間的、および時間的隔たりを表わす。この理論における決定的な進展は、単体のネットワークが因果律を保存するような方法で発展するよう拘束されるという点である。これにより、経路積分を非摂動論的に、全ての可能な（許容される）単体の配置、そして対応して全ての空間幾何を足し上げることにより計算できるようになる。
単純に言えば、各単体は時空を構築する積み木のようなもので、くっついている時間的矢印のある辺が常に同じ方向を向くように積み上げなければならないというルールが課されるようなものである。このルールにより、これまでの「単体分割」理論では保たれていなかった因果律が保たれるようになる。このように単体を積み上げるとき、複合体は秩序だったかたちで発展し、やがては観測されている次元の枠組みを成すことになる。CDT はバレットとクレーンの業績およびバエズとバレットの業績に基いているが、ロル、アンビョルン、ユルキェビッチは因果律的拘束を（最初の最初から影響のある）基礎的ルールとして導入することにより新たな理論を構築した。

## 利点と欠点
CDT は、多くの係数を調整することなく、少数の仮定から観測されているような時空の性質と特性を導出することができる。観測されているものを第一原理から導出するという考え型は物理学者にとってとても魅力的なものである。CDT はプランクスケールに近い極微領域および宇宙スケールの両方における時空の性格をモデル化するので、宇宙スケールにおいて CDT が現実の性質についての洞察をあたえるかもしれない。
CDT の示す可観測量の算出は、コンピュータによるモンテカルロシミュレーションに大きく頼っている。これが原因で CDT はエレガントな量子重力理論ではないとするものもいる。また、離散的時間スライスが、動力学系の全ての可能なモードを正確に再現してないかもしれないという議論もある。しかし、マルコープロとスモーリンはそのような懸念の原因は限られていることを証明した。したがって、多くの物理学者がいまだにこの線の推論が有望であると見做している。

## 関連する理論
CDT にはループ量子重力理論との類似点がいくつかあり、特にスピン泡による定式化が似ている。たとえば、ローレンツィアン・バレット–クレーンモデルは本質的には経路積分を非摂動論的に計算する処方であり、CDT と同じである。しかし、重要な違いもある。ループ量子重力理論のスピン泡定式化は異なる自由度と異なるラグランジアンを利用する。例えば、CDT では単体分割により得られるなんらかの2点間の距離もしくは「間隔」は厳密に計算することができる（単体分割は距離演算子の固有状態である）。これは、スピン泡や一般のループ量子重力理論では成り経たない。
ほかにも因果力学的単体分割とよく似た量子重力理論として、因果集合と呼ばれるアプローチがある。CDT と因果集合の両方が時空を離散的な因果構造によりモデル化しようとしている。主な違いは、因果集合アプローチは比較的一般的で、CDT はより特定の関係を時空上の事象と幾何に仮定する。したがって、CDT のラグランジアンは明示的書き下して解析することが可能な程度まで初期仮定により拘束されている（例えば hep-th/0505154, 5ページ参照) 因果集合理論においては作用を書き下せる程度よりも多くの自由度が存在する。